# 聖卡塔利娜拉廷塔
15°18′N 89°55′W / 15.300°N 89.917°W

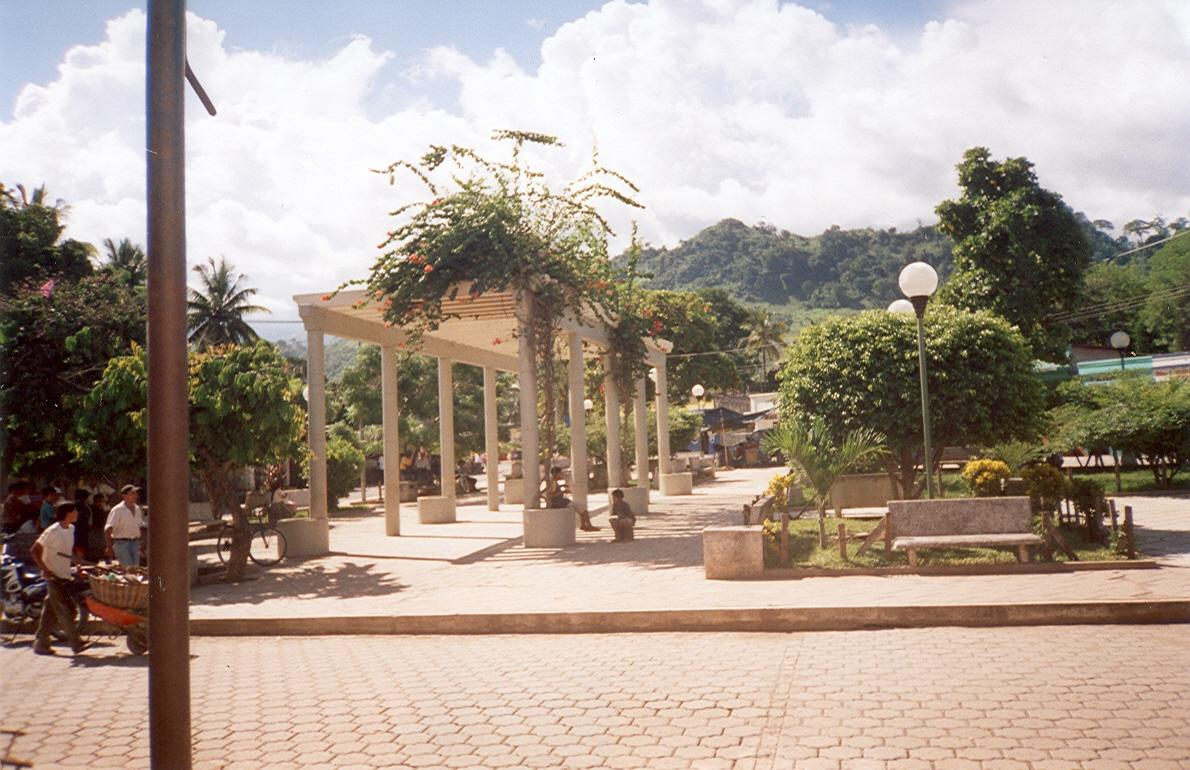

聖卡塔利娜拉廷塔（西班牙語：La Tinta），是危地馬拉的城鎮，位於該國北部，由上維拉帕斯省負責管轄，面積196平方公里，海拔高度195米，2002年人口27,027，人口密度每平方公里138人。